# Тиссандье, Поль
Поль Тиссандье (фр. Paul Tissandier; 19 февраля 1881 — 11 марта 1945) — французский авиатор.

## Биография
Сын известного авиатора Гастона Тиссандье и племянник Альберта Тиссандье. Гастон начал летать на тепловом шаре, затем сменил их на дирижабли и в итоге перешел на самолёты. Выполнял функции казначея ФАИ с момента основания и до 1919 года, а с 1913 и до 1945, года своей смерти, занимал пост генерального секретаря ФАИ.

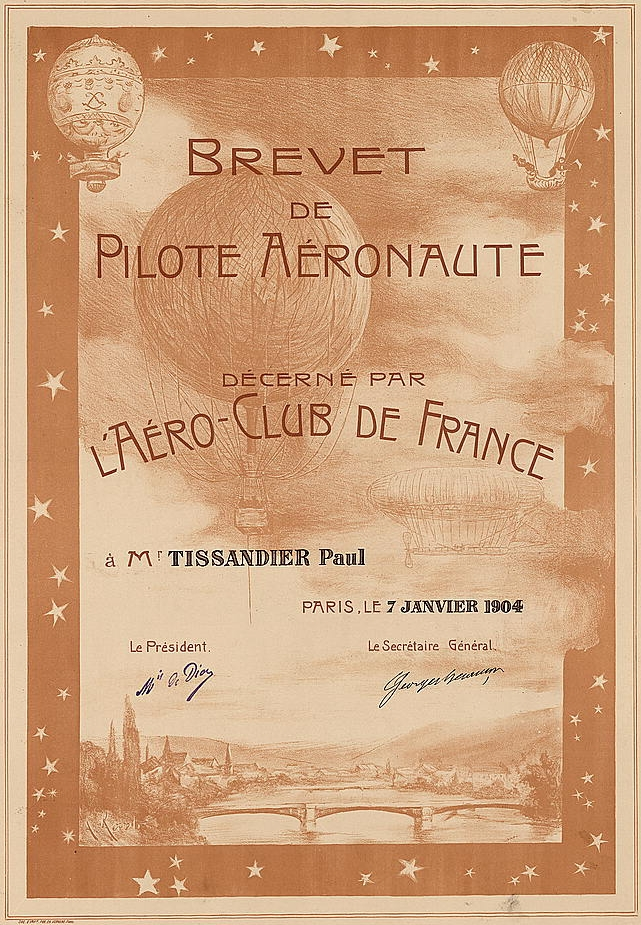
Лицензия пилота аэростата, выданная Тиссандье в 1904 году
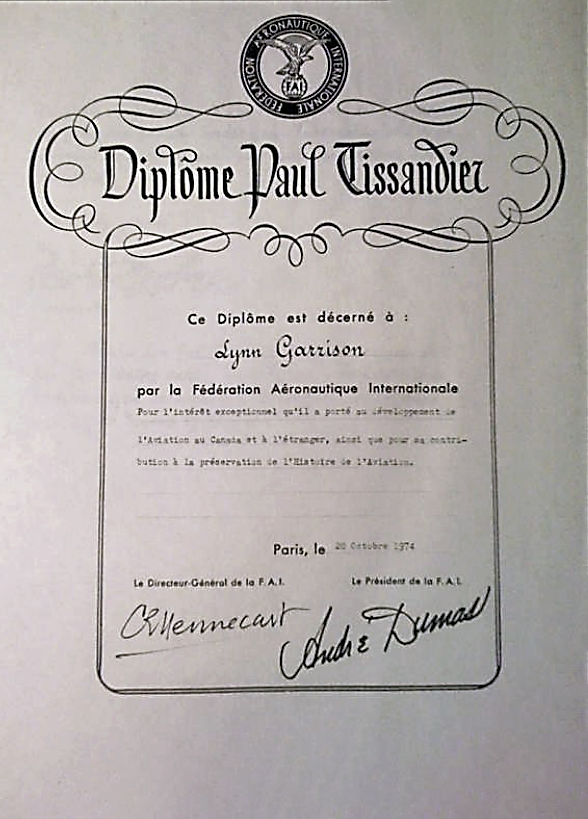
Диплом имени Поля Тиссандье

## Диплом Поля Тиссандье
Награда учреждённая ФАИ в 1952 году в память Поля Тиссандье. Диплом присуждается людям, внесшим вклад в развитие частной и спортивной авиации. Все, кто своим трудом и инициативами служил делу авиации, могут претендовать на эту награду. Имена кандидатов на получение диплома предлагаются странами-членами ФАИ. Вручение дипломов проходит на ежегодной конференции ФАИ.